# 시마다 다카히로
시마다 다카히로(일본어: 島田 貴裕, 1965년 2월 9일 ~ )는 일본의 전 축구 선수이다.

## 구단 경력
1987년 일본 사커 리그의 마쓰시타 전기(감바 오사카)에 입단했다. 1990년에 천황배 우승을 차지했다. 1997년까지 199경기에 출전하여, 9득점을 넣었다. 1997년후 현역 은퇴.